# Pharomachrus fulgidus
Pharomachrus fulgidus е вид птица от семейство Трогонови (Trogonidae).

## Разпространение
Видът е разпространен във Венецуела, Гвиана и Колумбия.